# Кривощёковский выселок
Кривощёковский вы́селок или Кривощёковские выселки — историческая местность на территории Ленинского района города Новосибирска Новосибирской области. Поселение, возникшее в 1877 году на правом берегу Оби. К 1893 году использовалось также название Новая деревня.

## Расположение
Кривощёковский выселок располагался приблизительно в границах побережья Оби и нынешнего автовокзала, между современным Пристанским переулком (с северо-западной стороны) и рекой Каменкой.

## История
Поселение основали примерно в 1877 году переселенцы, которые прибыли в находившееся на левом берегу Оби село Кривощёково с намерением обосноваться на речном побережье. Однако местные жители не захотели, чтобы прибывшие селились на территории левого берега, но разрешили им поселиться на правом берегу. Постепенно в выселок стали переселяться и жители Кривощёкова.
К 1893 году Кривощёковский выселок ниже устья реки Каменки состоял из 26 домов, за которыми стоял непроходимый бор. В 1893 году землю рядом с выселком арендовало Пароходство Богословского округа Н. М. Половцовой, после чего между станцией Обь и пристанью была построена двухкилометровая железнодорожная ветка, по которой к речным судам транспортировался лес и уголь.
При самом начале постройки железной дороги бывший Кривощёковский выселок, на месте которого прошёл рельсовый путь и построена пристань, был перенесён дальше от берега Оби, а само поселение стало разрастаться в связи со строительством моста через Обь.

## Гусевка
В краеведческой литературе часто упоминается деревня Гусевка, о которой практически ничего неизвестно. По одной из версий так называли Кривощёковский выселок его жители.